# Ринн, Ханс
Ханс Ринн (нем. Hans Rinn; род. 19 марта 1953, Лангевизен, ГДР) — немецкий саночник, выступавший за сборную ГДР в конце 1960-х — начале 1980-х годов. Принимал участие в двух зимних Олимпийских играх и выиграл на них три медали: золотую и бронзовую на играх 1976 года в Инсбруке (одиночные, парные заезды) и золотую на играх 1980 года в Лейк-Плэсиде (парные заезды). На протяжении всей карьеры спортсмен одинаково успешно выступал как в программе мужских одиночных заездов, так и в паре с Норбертом Ханом.
Ханс Ринн является обладателем восьми медалей чемпионатов мира, в его послужном списке четыре золотые награды (одиночки: 1973, 1977; двойки: 1975, 1977), три серебряные (одиночки: 1974; двойки: 1973, 1979) и одна бронзовая (двойки: 1978). Тринадцать раз атлет становился призёром чемпионатов Европы, в том числе семь раз был первым (одиночки: 1973, 1974, 1979; двойки: 1973, 1975, 1978, 1980), пять раз вторым (одиночки: 1977, 1978; двойки: 1974, 1977, 1979) и один раз третьим (одиночки: 1975).
По окончании карьеры профессионального спортсмена Ринн занялся бизнесом. Ныне проживает в городе Ильменау, где руководит компанией «Kunststoffverarbeitung Wümbach», занимающейся производством и продажей различных водяных горок. В 2005 году Международная федерация санного спорта зачислила Ханса Ринна и австрийца Йозефа Файштмантля в Зал славы, назвав их величайшими саночниками всех времён.